# Torsten Lundberg (präst)
Torsten Botvid Lundberg, född den 28 april 1871 i Stockholm, död den 18 mars 1939 i Glimåkra församling, Kristianstads län, var en svensk präst.
Lundberg avlade mogenhetsexamen i Lund 1889. Han blev samma år student vid Lunds universitet, där han avlade filosofie kandidatexamen 1892, teoretisk teologisk examen 1895 och praktisk teologisk examen 1896. Lundberg prästvigdes sistnämnda år och genomgick provår 1898. Han blev extralärare i Trelleborg och lärare vid fullständiga elementarskolan för flickor där 1899, kyrkoadjunkt i Helsingborg 1903, lasarettspredikant där 1908 och kyrkoherde i Glimåkra 1909.
Lundberg tilldelades 1936 en varning från Lunds domkapitel för att inte följa kyrkohandbokens ritualer för  jordfästning genom att byta ut orden "Jesus Kristus, Guds son, skall uppväcka dig på den yttersta dagen" mot endast "Gud vare din själ nådig". Varningen upphävdes senare av Hovrätten över Skåne och Blekinge.
Lundberg gjorde sig känd som översättare av tyska psalmer samt som bygdeforskare. Hans arbete resulterade bland annat i ett större verk, Glimåkra sockens krönikebok, som gavs ut i ny upplaga i mitten av 1960-talet.